# Marvin Martin
Marvin Martin (París, Francia, 10 de enero de 1988) es un futbolista francés que juega como centrocampista en el Hyères 83 F. C. del Championnat National 2 de Francia.

## Carrera

### Comienzos
Marvin Martin llegó al Club Athlétique de Paris en 1994, con 6 años. Tras dos temporadas, fichó por el Montrouge CF, club en el que permaneció hasta 2002, cuando a la edad de 14 años, pasó a formar parte del juvenil del Sochaux. 

### Debut profesional con el Sochaux
En 2008, firmó su primer contrato como profesional con el FC Sochaux. Debutó contra el Olympique de Marsella el 30 de agosto de 2008. En la temporada 2010-11, acabó como máximo asistente con 17 asistencias. Además, también anotó 3 goles.

### Fichaje por el Lille
El 20 de junio de 2012, tras 147 partidos y 11 goles con el FC Sochaux, firmó un contrato con el Lille OSC hasta la temporada 2016-17, convirtiéndose así en uno de los pilares del equipo.

## Clubes
| Club                      | País    | Año       | Partidos | Goles |
| F. C. Sochaux-Montbéliard | Francia | 2008-2012 | 147      | 11    |
| Lille O. S. C.            | Francia | 2012-2017 | 90       | 0     |
| Dijon F. C. O. (cedido)   | Francia | 2017      | 13       | 0     |
| Stade de Reims            | Francia | 2017-2019 | 31       | 1     |
| F. C. Chambly             | Francia | 2019-2021 | 10       | 0     |
| Hyères 83 F. C.           | Francia | 2021-     |          |       |